# Oblouk hradeb Filipa Augusta
Oblouk hradeb Filipa Augusta (tj. Arche de l'enceinte de Philippe Auguste), někdy také nazývaný Arche de la Bièvre (oblouk Bièvry) byl otvor v městských hradbách postavených z příkazu krále Filipa II. Augusta, kterým ve středověku řeka Bièvre vtékala do Paříže.
Pozůstatky oblouku byly objeveny v roce 1989 při stavebních pracích pod budovou pošty v 5. obvodu.

## Historie

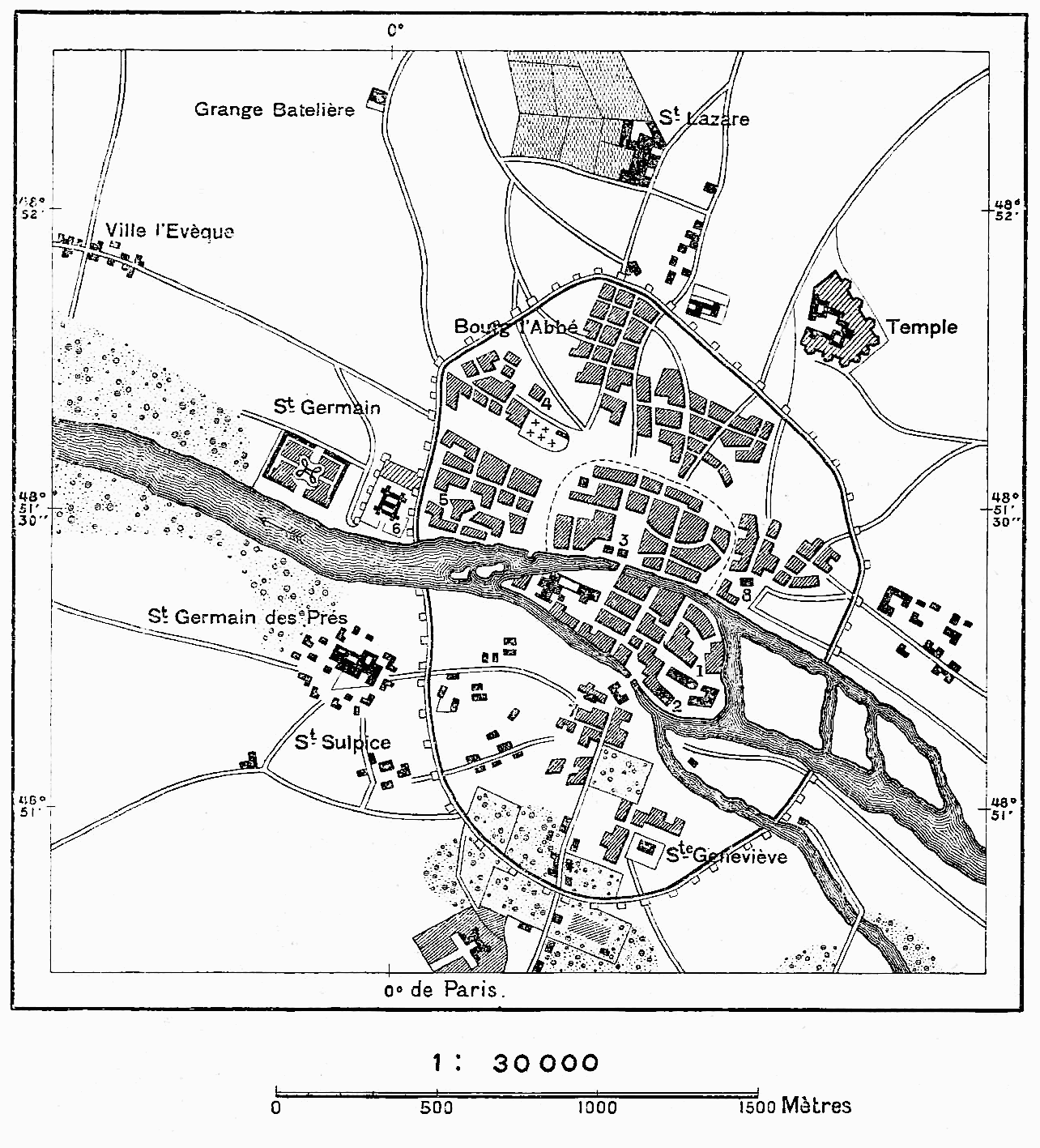
Vpravo dole je vidět trasu řeky vtékající do města hradbou.

Hradby Filipa Augusta byly postavena na levém břehu v letech 1200-1215 na ochranu Paříže.
Řeka Bièvre přitékala k Paříži z jihovýchodu. Své přirozené ústí do Seiny měla v prostoru dnešního Slavkovského mostu.
V roce 1150 byl pro zásobování vodou kláštera Saint-Victor vytvořen kanál zvaný Victorins. Řeka pak tekla dále na západ a dále po proudu podél Seiny, v místě dnešní Rue de Bièvre.
Při stavbě hradeb bylo proto nutné vytvořit ve zdi otvor, který by umožnil průtok řeky. Tak vznikl oblouk. Nacházel se asi 50 m severovýchodně od Porte Saint-Victor.
Později, v letech 1356-1383, postavil král Karel V. další hradby na nejexponovanějším pravém břehu. Na levém břehu se spokojil s posílením starších hradeb Filipa Augusta. Bièvra byla poté znovu odkloněna, aby vytvořila široký obranný příkop na úpatí hradeb.
Tím přestala vtékat do města. Bez přívodu vody se kanál uvnitř města postupně proměnil v odpadní stoku. Ta byla v roce 1674 zakryta.
Oblouk postupně zmizel stejně jako celé hradby postupnou urbanizací Paříže.

## Popis

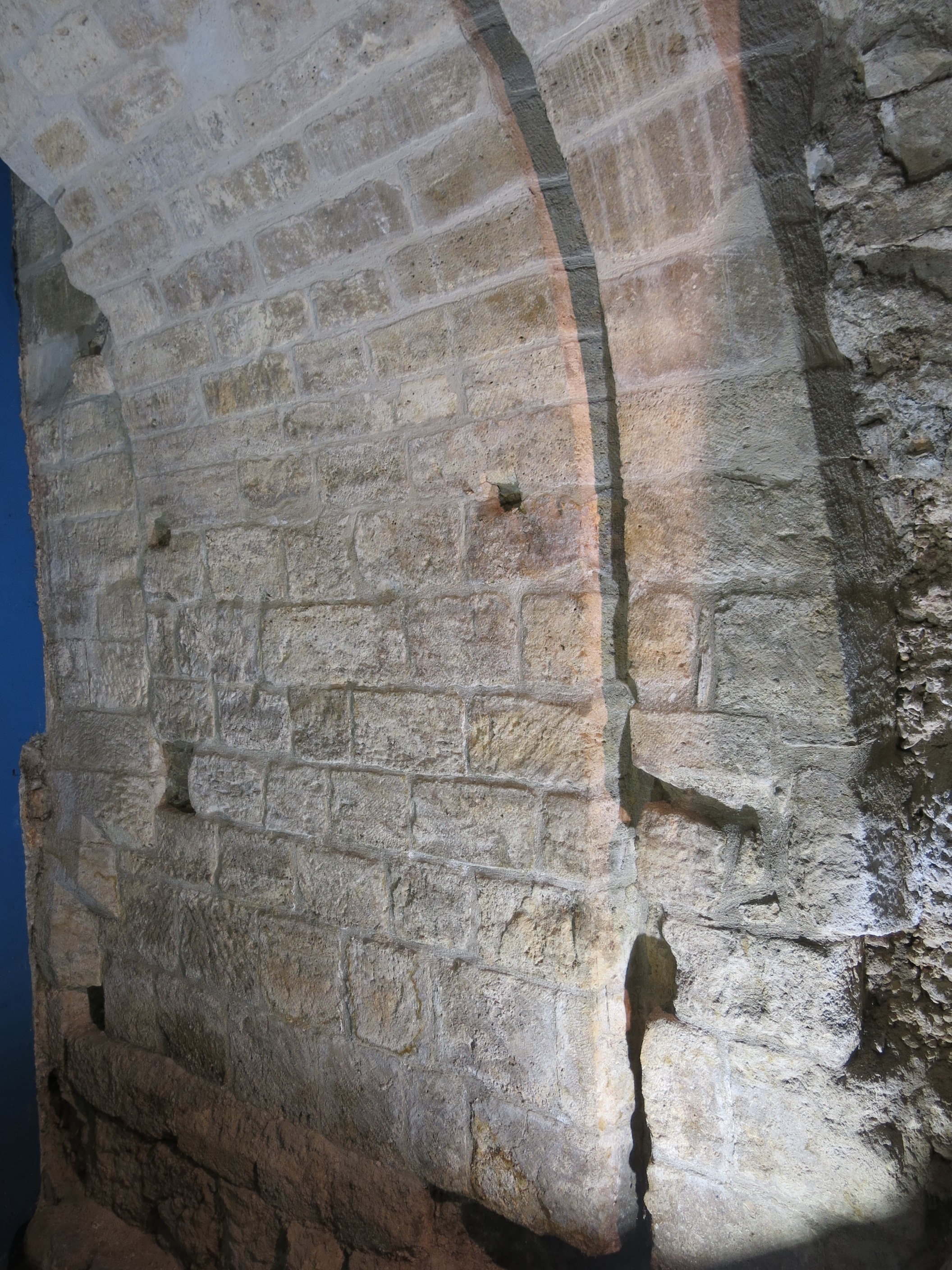
Strana oblouku znázorňující umístění uzavírací mřížky

Oblouk má v klenbě výšku 5,2 m a je široký 2,9 m. Velká svislá drážka o šířce 16 cm a hloubce 14,5 cm byla opatřena silnou kovovou mříží, která bránila nepříteli ve vstupu do Paříže. Podle nalezených stop byla tato mříž připevněna.
Kanál byl lemován kameny v délce 15 m a poté vyhlouben směrem na západ v naplavených píscích.

## Objev
V roce 1989 byly při práci v suterénu poštovního úřadu Jussieu odkryty zbytky oblouku.
Byly nalezeny i předměty (keramika, útržky látek, dámská bota). Pobořená část klenby byla rekonstruována železobetonovým obloukem pokrytým maltou.